# Ipomoea pulcherrima
Espèce
Statut de conservation UICN

 VU  : Vulnérable
Ipomoea pulcherrima est une espèce de plantes du genre Ipomoea de la famille des Convolvulaceae.